# Peter Stiefel
Peter Stiefel (* 4. Januar 1942 in Zürich; † 19. Juli 2019 in Kilchberg) war ein Schweizer Maler, Radierer, Drucker, Zeichner und Objektkünstler.

## Leben und Werk
Peter Stiefel besuchte von 1958 bis 1959 bei Ernst Gubler den Vorkurs an der Kunstgewerbeschule Zürich. Anschliessend absolvierte er eine Lehre als Dekorateur bei der Firma Löw in Zürich. Danach arbeitete er für die Mustermesse Basel und die Comptoir Suisse in Lausanne. Ab 1964 betrieb er zusammen mit Max Wiederkehr ein Druckatelier in Kilchberg.
1967 siedelte Peter Stiefel nach Rom und arbeitete dort als Art Director des Films Necropolis von Franco Brocani. 1972 war Stiefel Assistent bei Friedrich Kuhn. 1974 unternahm er eine Reise von Kanada über die USA und Mexiko bis Guatemala. 1975 entstanden in seinem Atelier in Breganzona erste Radierungen. 
Peter Stiefel erhielt 1966 und 1976 ein Stipendium der STEO-Stiftung sowie 1975 und 1977 einen Studien- und Werkbeitrag für bildende Künstler des Kantons Zürich. Als Mitinhaber der ehemaligen Teigfabrik Pastificio Vecchio in Cavigliano schuf er ab 1978 Zeichnungen, Bilder und Skulpturen. 
1980 liess sich Peter Stiefel in Zürich nieder und war im Atelier von Peter Kneubühler als Kupferdrucker tätig. 1984 unterrichtete er als Zeichnungslehrer an der Mittelschule Dr. Buchmann; sein Atelier hatte er bis 1989 im Atelierhaus Wuhrstrasse in Zürich. Stiefel war Mitglied der Vereinigung Schweizerischer Holzschneider XYLON und bezog 1986 sein Wohnatelier für Kupferdruck und Holzschnitt in Kilchberg. Seine Werke stellte er in zahlreichen Einzel- und Gruppenausstellungen aus. 
Zusammen mit Peter Paul lehrte er von 1991 bis 1992 an der Universität Augsburg. 1998 war Peter Stiefel Gastprofessor für Druckgrafik an der Fachhochschule für Gestaltung in Hamburg. 1995 war er Mitarbeiter am Projekt «campo nomade primaverile» von Franco Lafranca im Bavonatal. Peter Stiefel druckte für Matias Spescha ab 2000 bis zu seinem Tod 2008 sämtliche Radierungen. Zudem arbeitete er in Speschas Gastatelier in Peyriac und war sein Assistent für die Ausstellung «Lieu Renconters» in Sigean.
Von November 1985 bis Dezember 1986 schuf Peter Stiefel 365 Köpfe für sein Projekt «Zürcher Schädelstätte» Zudem produzierte er über das Projekt einen Kurzfilm. Peter Stiefel war mit der Künstlerin Regula Schiess († 2018) verheiratet.